# Рамон Марія дель Вальє-Інклан
Рамон Марія дель Вальє-Інклан (ісп. Ramón María del Valle-Inclán y de la Peña, нар. 28 жовтня 1866, Віланова-де-Ароуса, Понтеведра — пом. 5 січня 1936, Сантьяго-де-Компостела) — іспанський письменник, одна з найбільших постатей багатонаціональної іспанської культури кінця XIX — першої третини XX ст. 

## Біографія
Знатного дворянського походження, хоча із збіднілого роду. Онук ліберального журналіста, син ліберального письменника, прихильників галісійського відродження. Учився в Понтеведрі, потім вивчав право в університеті Сантьяго де Компостела, паралельно займався малюванням у Школі мистецтв та ремесел. Подорожував Латинською Америкою, познайомився з Рубеном Даріо. З 1896 живе у Мадриді. Найбільша фігура «покоління 98 року».

## Творчість
Твори першого періоду (до 1905–1906 років) близькі до іспанського модернізму. Другий період (до 1919–1920 років) — час історичних романів, драм про іспанську «глубинку» та іспанський характер. У творах третього періоду — есперпенто («страшилках») для театру ляльок, роман-памфлет «Тіран Бандерас» (1926), цикл романів про іспанську історію другої половини XIX ст. — панує фарс і гротеск.